# Pseudostellaria
Pseudostellaria es un género de plantas de la familia de las cariofiláceas. Comprende 39 especies descritas y   de estas, solo 15 aceptadas.

## Descripción
Son plantas perennes, con tubérculos ovales o fusiformes. Flores cleistógamas, terminales o en las axilas de las hojas superiores, este último en las axilas de las hojas inferiores. Cáliz 5 (-4), basalmente unidos. Ovario 1-locular, dehiscente con 4 válvas. Las semillas globosas-reniformes, tuberculadas.

## Taxonomía
El género fue descrito por Ferdinand Albin Pax y publicado en Die natürlichen Pflanzenfamilien, Zweite Auflage 16c: 318. 1934[1934].

## Especies seleccionadas
- Pseudostellaria angustifolia Y.N.Lee
- Pseudostellaria borodinii (Krylov) Pax
- Pseudostellaria bulbosa (Nakai) Ohwi
- Pseudostellaria cashmiriana Schaeftl.
- Pseudostellaria coreana (Nakai) Ohwi[3]